# Hrabstwo Madison (Kentucky)

Piramida wieku hrabstwa

Hrabstwo Madison – hrabstwo w USA, w stanie Kentucky. Według danych z 2010 roku, hrabstwo zamieszkiwało 82916 osób. Siedzibą hrabstwa jest Richmond.

## Miasta
- Berea
- Richmond